# Federica Bianco
Federica Bianco (San Pietro Vernotico, 13 novembre 1983) è un'attrice italiana.

## Biografia
A sette anni inizia a studiare danza e a quattordici anni a lavorare prima come modella e poi come fotomodella e come attrice in alcuni spot pubblicitari. Nel 2002 partecipa al concorso di Miss Italia. Successivamente, trasferitasi a Roma, frequenta un corso di recitazione diretto da Jenny Tamburi e un altro da Beatrice Bracco.
Dopo aver esordito nella serie tv di Rai 3 La squadra, nel 2006 entra nel cast della soap opera di Canale 5 Vivere, dove fino al 2007 è protagonista con il ruolo di Daria Fontana.
Nel 2008 è protagonista dello Spot TV dei Ferrero Mon Chèri.
Negli anni 2010 inizia a dedicarsi alla politica, entrando a far parte della Lega, di cui attualmente è Coordinatrice di Roma e Provincia.

## Filmografia
- La squadra - Serie TV - Rai 3 (2005)
- Vivere, registi vari - Soap opera - Canale 5 (2006-2007)
- Provaci ancora prof 3, regia di Rossella Izzo - Miniserie TV - Rai 1 (2008)
- R.I.S. 5 - Delitti imperfetti, regia di Fabio Tagliavia - Serie TV - Canale 5, episodio 5x11 (2009)
- Don Matteo 7 - Serie TV - Episodio: L'anniversario, regia di Giulio Base (2009)
- Squadra antimafia 6 - serie TV, episodio 6x01 (2014)
- Loro chi?, regia di Francesco Miccichè e Fabio Bonifacci (2015)